# مورداک (مینه‌سوتا)
مورداک، مینه‌سوتا (به انگلیسی: Murdock, Minnesota) یک شهر در ایالات متحده آمریکا است که در شهرستان سوئیفت، مینه‌سوتا واقع شده‌است.

## خصوصیات
مورداک ۱٫۴۵ کیلومترمربع مساحت و ۲۷۸ نفر جمعیت دارد و ۳۳۲ متر بالاتر از سطح دریا واقع شده‌است.